# نیازسویی
نیازسویی یک روستا در ایران است که در دهستان شعبان واقع شده‌است. نیازسویی ۱۱۵ نفر جمعیت دارد.